# Brachymeles samarensis
Brachymeles samarensis är en ödleart som beskrevs av  Brown 1956. Brachymeles samarensis ingår i släktet Brachymeles och familjen skinkar. IUCN kategoriserar arten globalt som livskraftig. Inga underarter finns listade.